# Бурые хомячки
Бурые хомячки (Scotinomys) — это род хомячков из подсемейства неотомовых хомяков (Neotominae), обитающих в Центральной Америке.

## Описание
Бурые хомячки — относительно небольшие неотомовые хомяки. Их длина тела от 8 до 8,5 сантиметров, хвоста от 5 до 7 сантиметров. Вес всего от 12 до 15 грамм, мех желтовато-коричневый или рыжевато-коричневый сверху и серо-белый снизу. Уши, лапы и хвост черные.
Ареал этих грызунов простирается от южной Мексики до западной Панамы. Они обитают в горных районах Центральной Америки, на высотах от 1000 м до не менее 3500 м. Эти виды предпочитают каменистую местность, будь то саванны или леса. Они активны в течение дня, для более быстрого продвижения прокладывают тропы в подстилке. Их рацион состоит из насекомых. Одно из английских названий этого рода the singing mice, то еть «поющие мыши», что указывает на то, что они отличаются акустической коммуникацией. Эти два вида демонстрируют существенное различия в поведении и размножении, при этом S. xerampelinus обычно доминирует над S. teguina там, где эти виды встречаются вместе.
Спаривание может происходить круглый год, самка может приносить выводки с интервалом в один месяц. Период беременности составляет около 30 дней, размер помёта от одного до пяти (обычно два или три). Самка прекращает кормить молодых молоком через 18-24 дня после их рождения. Они становятся половозрелым через 5-8 недель. Согласно МСОП, оба вида не находятся под угрозой исчезновения.
Выделяют два вида:
- Бурый хомячок Элстона (Scotinomys teguina) распространён от южной Мексики до западной Панамы. Для него характерна короткая грубая шерсть.
- Коста-риканский бурый хомячок (Scotinomys xerampelinus) встречается в Коста-Рике и Панаме. Его мех длиннее и мягче.

Их ближайшими родственниками являются карликовые хомячки (Baiomys), вместе с которыми они образуют трибу Baiomyini внутри Neotominae.